# Eogammarus psammophilus
Eogammarus psammophilus är en kräftdjursart som beskrevs av Edward Lloyd Bousfield 1979. Eogammarus psammophilus ingår i släktet Eogammarus och familjen Anisogammaridae. Inga underarter finns listade i Catalogue of Life.